# Lockere Geschäfte
Risky Business – Lockere Geschäfte (Originaltitel: Risky Business) ist ein US-amerikanischer Jugendfilm von Paul Brickman aus dem Jahr 1983. In der Hauptrolle spielt der noch junge Tom Cruise einen Teenager, der sein Elternhaus während der Abwesenheit seiner Eltern unfreiwillig in ein Bordell verwandelt, um ausstehende Schulden bezahlen zu können.

## Handlung
Joel Goodson ist im letzten Jahr der High School und sollte sich eigentlich auf die Aufnahmeprüfungen fürs College vorbereiten, doch seine sexuellen Fantasien lenken ihn davon ab und auch seine Freunde sind keine große Hilfe. Da seine wohlhabenden Eltern in den Urlaub fliegen, soll er solange das Haus in Glencoe, einem Vorort von Chicago, hüten. Aus Spaß ruft Joels Freund Miles die Prostituierte Jackie an, deren Nummer er aus einer Zeitungsannonce hat. Dabei hinterlässt er Joels Namen und Adresse auf Jackies Anrufbeantworter. Joel kann die Verabredung nicht absagen, da Miles das Stück Zeitungspapier mit der Annonce kaut und hinunterschluckt.
Als Jackie abends zu Joels Haus kommt, ist dieser stark verunsichert, denn Jackie ist ein männlicher Transvestit. Obwohl nichts läuft, bezahlt Joel 75 US-Dollar für Jackies Aufwand, nach Glencoe zu kommen. Außerdem erhält er von Jackie die Telefonnummer von Lana, mit der Joel die kommende Nacht verbringt. Als er die am nächsten Morgen von Lana verlangten 300 US-Dollar nicht sofort bezahlen kann und das Geld erst von der Bank holen muss, stiehlt sie in der Zwischenzeit ein wertvolles Kristall-Ei der Goodsons und verschwindet.
Joel und Miles machen Lana in Chicago ausfindig und fliehen dann zu dritt im Porsche 928 von Joels Vater vor Guido, dem Zuhälter Lanas. Am nächsten Tag ruft Lana ihre Kollegin Vicky an, die dann auch zum Haus der Goodsons kommt. Beide wollen bei Joel bleiben und nichts mehr von Guido wissen. Nachdem Joel den Porsche seines Vaters im Michigansee versenkt und nun viel Geld für die Instandsetzung braucht, willigt er schließlich in den Vorschlag der beiden Frauen ein, das Elternhaus in ein Bordell umzuwandeln, solange die Eltern noch im Urlaub sind.
Joel übernimmt die Organisation der Party im Haus seiner Eltern, auf der seine Schulfreunde und deren Freunde auf Lanas Kolleginnen treffen. Als die Party in vollem Gange ist, erscheint Bill Rutherford, der die Aufnahmegespräche für die Princeton University führt und möchte mit Joel reden. Von den Noten und außerschulischen Aktivitäten wenig begeistert, bemerkt er doch das unternehmerische Geschick Joels und bleibt noch etwas länger auf der Party. In dieser Nacht verdient Joel dann insgesamt mehr als 8.000 US-Dollar.
Als Joel und Lana einen romantischen Trip mit der U-Bahn unternehmen, räumen Guido und Vicky das Haus aus. Bevor Joels Eltern zurückkommen, muss er nun alles von Guido zurückkaufen, u. a. auch das Kristall-Ei von Joels Mutter, das Vicky im hohen Bogen vom LKW wirft und gerade noch von Joel durch einen Hechtsprung gefangen werden kann. Zusammen mit zwei Freunden schafft es Joel in allerletzter Sekunde, das Haus in den Ursprungszustand zurückzuversetzen. Als seine Eltern vom Flughafen kommen, scheint alles in Ordnung zu sein, bis auf ein Detail. Joels Mutter entdeckt einen Sprung im Kristall-Ei und ist ziemlich sauer auf ihren Sohn. Glücklicherweise meldet sich Bill Rutherford bei Joels Vater und teilt ihm mit, dass Joels Chancen an der Princeton University aufgenommen zu werden, sehr gut stehen. Joels Vater ist stolz auf ihn. Joel scheint eine glänzende Karriere bevorzustehen.

## Hintergründe

### Produktionsgeschichte
Die Produktionskosten des Films, der im Anfangsstadium nur als Fernsehfilm geplant war, betrugen rund 5,5 Millionen US-Dollar. Trotzdem erreichte er ein Einspielergebnis von rund 65 Millionen US-Dollar. Der Film machte Tom Cruise erstmals einem breiten Publikum bekannt. Zunächst war es Paul Brickman, dem Autor des Drehbuchs, der auch später die Regie übernahm, allerdings schwer gefallen, überhaupt ein Filmstudio für sein Projekt zu finden. Als Grund wurde vermutet, dass die satirischen und düsteren Anklänge von Brickmans Drehbuch nicht zu den damals beliebten, fröhlichen Teeniekomödien wie Porky’s passten. Brickman schrieb über die Motive zu seinem Film:
„Ich schrieb es kurz nachdem Reagan Präsident wurde und jeder ein kleiner Kapitalist sein wollte, seinen M. B. A. machen und Hosenträger haben wollte. Ich dachte: das ist alles hübsch, aber das Leben ist komplexer und düsterer als das. Es ist schwierig da draußen. Kapitalismus fordert seinen Tribut von vielen Menschen. (...) Wovon ich sehr inspiriert wurde, war Bernardo Bertoluccis Der große Irrtum. Ich dachte, warum man nicht sowas als Film für junge Leute präsentieren kann, nach einer solchen Art von Stil zu streben und trotzdem noch Humor darin zu haben? Das war der Test: Eine düsterere Form des Filmemachens mit Humor zu verbinden. Ich wollte mit der Tonart spielen.“
Auf Druck der Produzenten musste Brickman das Filmende im Vergleich zu seinen ursprünglichen Vorstellungen deutlich umändern. So sollte am Ende eigentlich die Trennung von Joel und Lana stehen, außerdem wäre Joel in dieser Version nicht nach Princeton gekommen. Brickman drehte nach Beratung mit den Produzenten sowohl dieses eher bittersüße Ende als auch das klassische Happy End. Da bei den Testvorführungen das von den Produzenten gewünschte Happy End etwas besser beim Publikum abschnitt, landete dieses am Ende im Film. Brickmans ursprünglich gewünschtes Filmende wurde inzwischen auch veröffentlicht und lässt sich beispielsweise im Internet finden. In Deutschland verzeichnete der Film 1984 187.482 Kinobesucher, womit er sich auf Platz 68 der damaligen Kinocharts befand.

### Zitate
- Miles zu Joel: „Manchmal musst Du einfach sagen, Ihr könnt mich alle mal!“
- Joel zu Lana und Miles nach der Flucht im Auto vor Guido: „Porsche, es geht nichts über einen Porsche.“
- Der Werkstattleiter zur Gruppe um Joel nach Bergung des Porsche aus dem See: „Okay, wer ist der U-Boot-Kommandant?“

### Einfluss auf die Popkultur
Das Kristall-Ei der Mutter hat einen Auftritt in Episode 2.18 (Titel: Lockere Geschäfte) der US-amerikanischen Fernsehserie O.C., California. Dort soll das Ei für eine Benefiz-Gala versteigert werden, wird aber zwischenzeitlich gestohlen und dann wiederbeschafft. Auch hier muss das Kristall-Ei nach einem Wurf spektakulär gefangen werden, bevor es auf dem Boden zerschellen kann. Das Stück Love On A Real Train von Tangerine Dream aus dem Film wird einige Male während der Episode angespielt.
Als eine Kultszene des Films gilt: Tom Cruise tanzt ohne Hose auf Socken zu Bob Segers Old Time Rock & Roll. Die Szene wurde im Drehbuch nur grob umschrieben und von Tom Cruise komplett improvisiert. Diese Szene wurde in folgenden Jahren in mehreren Filmen, Serien und Werbespots parodiert, unter anderem in Alf, Die Goldbergs, Die Nanny, Der Prinz von Bel-Air, Die Simpsons, Sabrina – Total Verhext!, Scrubs – Die Anfänger, South Park und Unser lautes Heim.

## Soundtrack
Folgende Stücke sind auf dem Soundtrack von Virgin Records (1984) zu finden:
- Bob Seger: Old Time Rock & Roll
- Tangerine Dream: The Dream Is Always The Same
- Tangerine Dream: No Future (Get Off The Babysitter)
- Tangerine Dream: Guido The Killer Pimp
- Tangerine Dream: Lana
- Muddy Waters: Mannish Boy (I’m A Man)
- Jeff Beck: The Pump
- Prince: D.M.S.R.
- Journey: After The Fall
- Phil Collins: In The Air Tonight
- Tangerine Dream: Love On A Real Train (Risky Business)

## Synchronisation
Die deutsche Synchronisation des Films entstand im Jahr 1983 in München.
| Rolle           | Darsteller        | Synchronsprecher      |
| --------------- | ----------------- | --------------------- |
| Joel Goodson    | Tom Cruise        | Martin Halm           |
| Lana            | Rebecca De Mornay | Madeleine Stolze      |
| Guido           | Joe Pantoliano    | Hans-Georg Panczak    |
| Bill Rutherford | Richard Masur     | Klaus Guth            |
| Miles Delby     | Curtis Armstrong  | Pierre Peters-Arnolds |
| Barry           | Bronson Pinchot   | Ekkehardt Belle       |
| Mr. Goodson     | Nicholas Pryor    | Hartmut Reck          |
| Mrs. Goodson    | Janet Carroll     | Viktoria Brams        |
| Vicky           | Shera Danese      | Katharina Lopinski    |
| Glenn           | Raphael Sbarge    | Pierre Franckh        |
| Jackie          | Bruce A. Young    | Michael Brennicke     |

## Kritiken
Lockere Geschäfte war bei Kritikern ein Erfolg und fand sich auf mehreren Top-Ten-Kritikerlisten des Jahres 1983 wieder. Das US-amerikanische Kritikerportal Rotten Tomatoes listet bei 51 Kritiken eine positive Bewertung von 92 % für den Film.
Dave Kehr vom Chicago Reader hob insbesondere die gesellschaftskritischen Elemente der Komödie hervor. Risky Business sei eine der „feinsten filmischen Erkundungen über das Ende der Unschuld“. Im Gewand einer „typischen Teenager-Sexkomödie“ vertiefe Regisseur Brickman die Figuren und zeige drastische Situationen, was sich filmsprachlich dadurch ausdrücke, dass er seine Figuren oft in schattigen und traumhaften Bildern einfange. Tom Cruise zeige in der Hauptrolle, was im Genre der Teeniekomödie eine komplette Ausnahme sei, eine glaubwürdige Leistung als 18-jähriger Schüler, den „elterliche, sexuelle und gesellschaftliche Zwänge“ dominieren würden. Der Film ende mit der Andeutung „seiner kompletten Korruption, in einer der bittersten und durchdringendsten Sequenzen, die je in einem amerikanischen Film erlaubt wurde.“
Roger Ebert schrieb ebenfalls positiv, der Film sei eine der „klügsten, witzigsten, scharfsinnigsten Satiren seit langem“ und Vergleiche zu dem Filmklassiker Die Reifeprüfung seien erlaubt. Ebert lobte die sparsamen Dialoge von Bruckman, in denen nur so viele Worte wie nötig stattfinden würden. Außerdem lobte er die Hauptdarsteller Tom Cruise und Rebecca De Mornay, letztere habe ihre eigentlich schwache und klischeehafte Rolle der „Prostituierten mit goldenem Herzen“ aufgewertet. Risky Business gelinge es, eine gute Komödie und zugleich eine Satire über Gier, Schuld, sexuelle Lust und Geheimnistuerei zu sein.
Der Filmdienst war etwas kritischer: „Trotz einiger fragwürdiger Momente eine weitgehend unterhaltsame Teenager-Komödie, deren beabsichtigte Kritik an der Leistungsgesellschaft jedoch in Ansätzen steckenbleibt.“

## Auszeichnungen
Tom Cruise wurde 1984 als bester Schauspieler in der Kategorie „Komödie/Musical“ für den Filmpreis Golden Globe nominiert. Paul Brickman wurde 1984 in der Kategorie „Komödie, direkt für die Leinwand geschrieben“ für den Filmpreis Writers Guild of America Award nominiert.

## Pornofilm-Adaption
1984 wurde unter dem Titel Kinky Business eine pornografische Adaption des Films unter der Regie von Jonathan Ross veröffentlicht. Die Darsteller Tanya Lawson und Tom Byron erhielten dabei für eine Sexszene den AVN-Award „Best Couples Sex Scene“.